# Machanajim
Machanajim (hebrejsky מַחֲנַיִם nebo מחניים , doslova "Dvě tábořiště", anglicky Mahanayim) je vesnice typu kibuc v Izraeli, v Severním distriktu, v Oblastní radě ha-Galil ha-Eljon (Horní Galilea).

## Geografie
Leží v nadmořské výšce 270 metrů v Chulském údolí v Horní Galileji, nedaleko horního toku řeky Jordán a cca 10 kilometrů severně od břehů Galilejského jezera.
Vesnice se nachází cca 22 kilometrů severně od Tiberiasu, cca 125 kilometrů severovýchodně od centra Tel Avivu a cca 57 kilometrů severovýchodně od centra Haify. Je situována v zemědělsky intenzivně využívaném pásu. Machanajim obývají Židé, přičemž osídlení v tomto regionu je takřka zcela židovské. Výjimkou je město Tuba-Zangarija cca 3 kilometry jihovýchodním směrem, které obývají izraelští Arabové, respektive potomci Beduínů.
Machanajim je na dopravní síť napojen pomocí dálnice číslo 90, která spojuje Metulu a Tiberias, a dálnice číslo 91, jež z ní odbočuje poblíž vesnice k východu, do prostoru Golanských výšin. Jižně od vesnice leží Letiště Ben Ja'akov využívané pro vnitrostátní lety.

## Dějiny
Machanajim byl založen v roce 1939. Už v roce 1892 zakoupili Židé během první aliji v této lokalitě pozemky. Na nich se roku 1898 usadila skupina Židů z organizace Chovevej Cijon původem z města Tarnów v Polsku a založila zde soukromě hospodařící zemědělskou vesnici typu mošava nazvanou אהבת ציון – Ahavat Cijon (doslova "Láska k Sionu"). Osadníci ale trpěli nedostatkem kapitálu, zkušeností. Jewish Colonization Association se pokoušela osadu pozvednout změnou ekonomické orientace (pěstování tabáku), ale tento pokus také nebyl úspěšný. V roce 1912 byla Ahavat Cijon opuštěna.
Podruhé se o ustavení trvalého osídlení na tomto místě pokoušeli Židé v roce 1917, kdy zde vznikl z iniciativy skupiny Tel Tverski (טל-טברסקי) z organizace Poalej Cijon mošav. Ten se zde udržel 13 let, ale pak byl také z ekonomických a sociálních důvodů opuštěn.
Koncem 30. let 20. století se Jewish Colonization Association obávala, že nevyužité pozemky v této lokalitě budou osídleny arabskými Beduíny a proto se rozhodla zde opět založit trvalou židovskou osadu. Dalším důvodem pro založení vesnice bylo vydání takzvané Bílé knihy, kterou britská mandátní správa omezovala židovské přistěhovalectví a ustupovala od cíle budování židovského národní domova. Roku 1939 zde proto vznikl kibuc Machanajim.
Jméno kibucu Machanajim je odvozeno z biblického citátu, který obsahuje Kniha Genesis 32,3 – "Jakmile je Jákob spatřil, zvolal: „To je tábor Boží,“ a to místo pojmenoval Machanajim"
Během války za nezávislost v roce 1948 čelila obec četným bojům, které probíhaly v prostoru Horní Galileje. V červenci 1948 tudy Syřané směřovali svůj hlavní útok, při kterém se jim podařilo zničit nedalekou vesnici Mišmar ha-Jarden (nezaměňovat se stejnojmenným současným mošavem, který stojí o pár kilometrů dál). Jedno z křídel útoku vedlo přímo na kibuc Machanajim a sestávalo z osmi tanků, jejichž cílem bylo odříznout Mišmar ha-Jarden zezadu. Machanajim Syřané nakonec nedobyli, ale Mišmar ha-Jarden byl zničen a po válce již nebyl obnoven.
20. července 1949 byla v polním stanu postaveném poblíž kibucu Machanajim podepsána dohoda o příměří mezi Izraelem a Sýrií, čímž oficiálně skončila válka za nezávislost.
Roku 1949 měl kibuc už 154 obyvatel a rozkládal se na ploše 2447 dunamů (2,447 kilometrů čtverečních). Roku 1952 sem dorazila navíc další skupina osadníků.
Místní ekonomika je založena na zemědělství (zejména rostlinná výroba - avokádo, citrusy, hrušky, broskve, zelenina a květiny) a na průmyslu. Přímo v obci sídlí dvě větší firmy zabývající se energetikou a strojírenstvím. Rozvíjí se turistický ruch. Kibuc nabízí turistické ubytování.
V Machanajim fungují zařízení předškolní péče. Základní a vyšší školství jsou k dispozici v okolních větších obcích. V kibucu je zubní ordinace, obchod, sportovní areály, veřejná knihovna, poštovní úřad a společenská jídelna.

## Demografie
Obyvatelstvo Machanajim je většinově sekulární. Podle údajů z roku 2014 tvořili naprostou většinu obyvatel Machanajim Židé (včetně statistické kategorie "ostatní", která zahrnuje nearabské obyvatele židovského původu ale bez formální příslušnosti k židovskému náboženství).
Jde o menší sídlo vesnického typu s dlouhodobě rostoucí populací. K 31. prosinci 2014 zde žilo 620 lidí. Během roku 2014 populace vzrostla o 8,2 %.
| Rok            | 1948 | 1949 | 1961 | 1972 | 1983 | 1995 | 2001 | 2003 | 2004 | 2005 | 2006 | 2007 | 2008 | 2009 | 2010 | 2011 | 2012 | 2013 | 2014 |
| -------------- | ---- | ---- | ---- | ---- | ---- | ---- | ---- | ---- | ---- | ---- | ---- | ---- | ---- | ---- | ---- | ---- | ---- | ---- | ---- |
| Počet obyvatel | 199  | 154  | 174  | 326  | 469  | 433  | 372  | 356  | 354  | 360  | 346  | 339  | 335  | 413  | 404  | 457  | 537  | 573  | 620  |